# Communauté scientifique
 (avril 2017).
Si vous disposez d'ouvrages ou d'articles de référence ou si vous connaissez des sites web de qualité traitant du thème abordé ici, merci de compléter l'article en donnant les références utiles à sa vérifiabilité et en les liant à la section « Notes et références ».

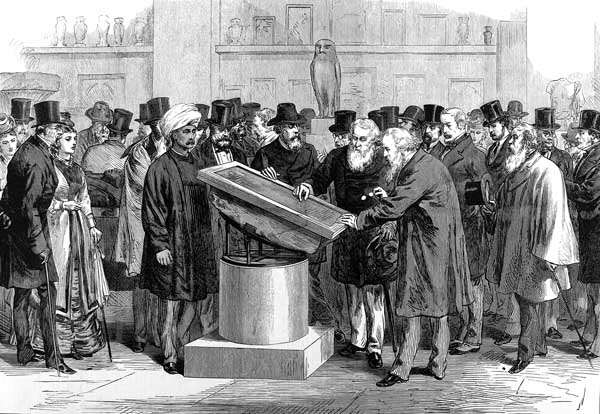
1874 - Quelques spécialistes se penchent sur la pierre de Rosette. Jean-François Champollion avait mis huit ans pour percer son secret. Il l'annonça à la communauté scientifique en 1822.

La communauté scientifique désigne, dans un sens assez large, l'ensemble des chercheurs et autres personnalités dont les travaux ont pour objet les sciences et la recherche scientifique, selon des méthodes scientifiques. Parfois cette expression se réduit à un domaine scientifique particulier : la communauté des astrophysiciens pour l'astrophysique, par exemple. La sociologie des sciences s'intéresse à cette communauté, à la façon dont elle fonctionne et s'inscrit dans la société.
Le terme est d'usage ancien, et permet à un chercheur de se référer à ses pairs afin de légitimer ses travaux de recherche. Cet usage s'appuie sur l'évaluation de travaux de recherche par les pairs au sein de comités de lecture lors de leur communication.
Toutefois, l'expression « communauté scientifique » ne doit pas être prise trop littéralement. En effet, se posent les problèmes suivants :
- la communauté scientifique dans sa globalité n'est pas une communauté organisée, au sens où elle n'a pas de représentant légal, de porte-parole reconnu (même si certaines disciplines se dotent parfois d'une académie ou d'un Conseil de l'Ordre) ;
- la communauté scientifique n'est pas un ensemble de personnes totalement identifié, et l'appartenance à celle-ci n'est pas « labellisée » : voir par exemple le problème des pseudo-sciences ;
- la communauté scientifique n'est pas univoque. Dans un même domaine scientifique, y compris dans les sciences exactes, plusieurs avis différents peuvent coexister.

Le problème de flou de l'expression est le même que pour la communauté internationale.